# Prionocera turcica
Prionocera turcica là một loài ruồi trong họ Ruồi hạc (Tipulidae). Chúng phân bố ở Chúng phân bố ở vùng sinh thái Palearctic và Nearctic.

## Hình ảnh

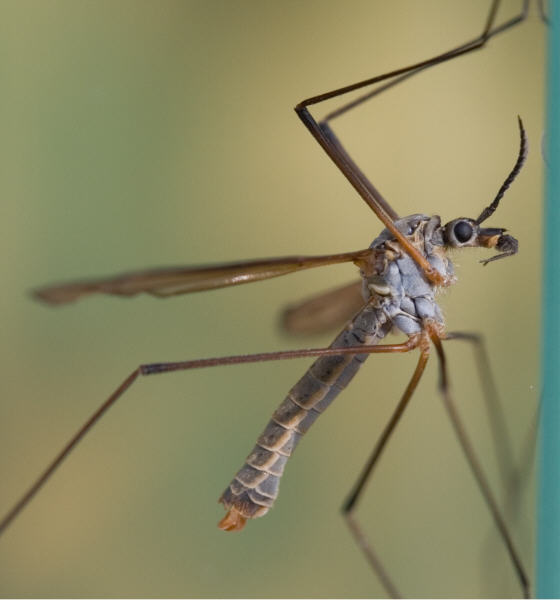

- Tư liệu liên quan tới Prionocera turcica tại Wikimedia Commons